# 김경호 (1964년)
김경호(1964년 12월 12일 )는 대한민국 제10대 경기도의회 도의원으로 활동하였으며 현재는 집필 중에 있다.

## 약력

### 1. 성장 배경
- 1964년 가평군 조종면에서 전형적인 시골아이로 자람.
- 중학교를 거쳐 고등학교는 당시 특수목적고등학교인 부산기계공고를 졸업.
- 어린 시절 일찍 부모님을 떠나 독립적인 생활을 함
- 행동에 대한 책임을 질 줄 아는 청소년으로 성장하고 일찍 독립했기에 합리적 소비 습관을 지녔음
- 고등학교 시절에는 주로 도서실에서 도서관 관리를 하면서 많은 책을 접하고 읽었으며 오늘날 지식 체계를 성립하는데 많은 도움이 되었음

- 한국방송통신대학교 국문학과에 입학해 2012년도에 졸업
- 가천대학교 대학원에 입학해 「협동조합이 지역발전에 미치는 사례에 관한 연구」 논문으로 석사학위를 수여
- 2016년에는 강원대학교 박사과정에 입학해 수료
- 논문 「청소년의 사회관계, 스트레스 및 일탈이 생활 만족에 미치는 영향에 대한 탐색적 연구」 「청소년의 스마트 중독 및 생활스트레스가 자살충동에 미치는 영향에 대한 연구」 「귀농귀촌인의 농촌 생활만족도에 영향을 미치는 요인」 등을 발표

### 2. 사회생활
- 군청 기능직 공무원으로 2년 간 근무
- 94년 출판사에 근무하며 출판 영업 및 출판 기획 일을 하였으나 회사의 부도로 인해 고향인 가평과 포천에서 자영업
- 2000년도부터는지역신문 및 지방 신문 등 기자로 활동하면서 지역 신문 운동을 전개하였음
- 2007년부터 한강지키기운동본부에서 6년 간 환경 운동을 하며 수질 보전과 유역 주민의 삶의 질 향상을 위한 활동을 전개하였음
- 수질 보전을 위한 활동으로 환경 교육, 습지 보전, 팔당 유역의 불필요한 규제 개선 등의 일을 전개하였음. 또한 팔당 관련 각종 토론회 토론회, 주제 발표 등을 진행하는 등 팔당 유역 주민의 삶의 질 향상을 위한 시민 사회 활동을 하였음
- 2010년부터 5년 간 이천시지속가능발전협의회에 다음 세대가 현 세대처럼 풍요로운 삶을 위해 지속가능한 발전을 위한 직업 활동가로 활동하였음
- 지속가능한 사회를 위한 사회적경제 활성화를 위한 운동도 함께 추진하였으며  주로 사회적기업, 마을기업, 협동조합 등을 설립을 지원하였음
- 또 직접 연 농사를 지어 판매하며 로컬푸드 활동 및 농민회의소 설립 추진 등  농민 운동을 전개하였음
- 2015년 가평군국회의원선거구이전분할추진위원회 사무국장으로 양평, 가평이었던 국회의원 선거구를 가평군 생활권인 남양주로 합구하려는 운동을 전개하였으나 가평군 포천시로 재조정되었음.
- 2016년 조종면지역사회보장협의체, 청평면 주민차지센터위원 등으로 활동하며 가평 지역 현안 문제에 대해 적극적인 대응
- 2017년 가평군 자원봉사센터 사무국장으로 역임하면서 지역내 봉사활동을 전개하였음
- 2018년 더불어 민주당 제10대 경기도의회 도의원 당선
- 제8대 지방선거에서 더불어민주당 가평군수 후보로 공천을 받아 출마하였으나 중앙당에서 공천 번복으로 인해 출마를 하지 못함
- 2020년 5월 현재 더불어민주당 가평군 기초 의원 당선을 위한 활동 및 사회적 경제 관련 전공 서적을 집필 중에 있음

### 3. 의정활동
- 4년 간 500회에 달하는 SNS 의정보고, 제정조례(안) 17건, 도정질문 6회,
- 특별조정교부금을 450억 원, 4년 간 예산 확보 1,500억 원
- 수동터널, 양평군 옥천면-가평군 설악면 37번 국도 개량 사업 추진
- 경기도 특별발전회계 조례를 개정, 450억 원을 확보 6개 사업 진행
- 이와 더불어 한석봉 어린이집, 조종초등학교 실내체육관, 마장초실내체육관, 대성초실내체육관 등 교육 인프라 확보를 위한 예산을 확보해 사업을 추진 중
- 이외 다수 별도 자료 참조

### 4. 가평 군수 출마 이유
- 어렵게 확보한 예산이 제대로 활용되지 못하는 가평군으로 인해 수혜 대상자인 군민이 피해를 입는 것을 목도하며, 도의원의 한계를 느끼며 출마를 결심함

## 학력
- 1991.03 ~ 1997.02 : 조종초등학교 졸업
- 1997.03 ~ 1980.02 : 조종중학교 졸업
- 1980.03 ~ 1983.02 : 부산기계공업고등학교 졸업
- 2005.03 ~ 2012.02 : 방송통신대학교 졸업 (전공 : 국어국문학과 )
- 2012.03 ~ 2014.02 : 가천대학교 대학원 졸업 (전공 : 사회적기업학과 )
- 2015.08. ~ 2018.02 : 강원대학교 대학원 박사 과정 수료(전공 : 사회학)

## 주요경력
- 2007.01 ～ 2010.04 : 팔당7개시군 한강지키기운동본부
- 2015.01 ～ 2015.12 : 가평군국회의원선거구이전분할추진위원회
- 2016.12 ～ 2018.03 : 조종면지역사회보장협의체
- 2016.10 ～ 2018.03 : 가평군자원봉사센터
- 2016.01 ～ 2016.12 : 청평면주민자치위원회
- 2018.07 ~ 2022.04 : 제10대 경기도의회 의원 (초선, 가평군 선거구)
- 2020.07 ~ 2022.04 : 제10대 경기도의회 농정해양수산위원회 부위원장

## 역대 선거 결과
| 실시년도 | 선거      | 대수 | 직책   | 선거구             | 정당         | 득표수   | 득표율          | 순위 | 당락 | 비고           |
| -------- | --------- | ---- | ------ | ------------------ | ------------ | -------- | --------------- | ---- | ---- | -------------- |
| 2018년   | 지방 선거 | 10대 | 도의원 | 경기 가평군 선거구 | 더불어민주당 | 12,383표 | \| \| 36.27% \| | 1위  |      | 초선, 민선 7기 |
|          | 36.27%    |      |        |                    |              |          |                 |      |      |                |

## 도의원 활동 성과

### 1. 가평군 사회간접자본시설 구축

#### 경기도 제2차 균형발전회계 450억 원 확보
- 경기도 균형발전회계 수입원 확대를 위해 조례를 대표 발의하여 개정
- 도 보통세 1.5% 를 도 보통세 2% 이내로 개정

| 사업명                                                     | 도비    |
| 북면 LPG 배관망 구축사업                                   | 35억원  |
| 운악산 관광마을 조성사업                                   | 48억원  |
| 자라섬 꽃 테마공원                                         | 42억원  |
| 명지산 군립공원 하늘 구름다리 설치사업                     | 36억원  |
| 가평군 평생학습 건립사업                                   | 150억원 |
| 농업가공식품 개발 및 지원을 통한 소특창출사업              | 30억원  |
| 시가지 공영주차장 설치사업(가평읍, 청평면, 조종면, 설악면) | 100억원 |

#### 수십 년 묵었던 민원 상동터널(수동터널) 기본조사설계비3억5천만 원확보
- 수십 년 간 군수, 도의원 등 각종 공약으로 되었으나 무산되었던 상동(수동) 터널
- 2021도 본 예산에 기본조사설계 용역비 3억 5천만 원을 확보하여 사업 시행의 단초를 열었음
- 남양주시 수동면 내방리 – 가평군 상면 상동리 구간(도비) / 설계비 3억5천만 원

#### 제2경춘국도 경기도(안) 반영 촉구 활동
- 2020년 11월 9일 – 보도자료배포 / 제2경춘국 북면 소외 우려, 가평읍-북면 75번국도 확장 대안 마련 촉구
- 2020년 11월 3일 – 제348회 정례회 제1차 본회의 5분 자유발언 / 제2경춘국도 노선, 경기도(안) 최종 확정 촉구
- 2020년 3월 25일 – 이재명 지사 면담 / 제2경춘국도 경기도(안) 반영을 위한 도지사 지원 요청
- 2020년 2월 26일 – 제341회 임시회 제2차 본회의 5분 자유발언 / 제2경춘국도 경기도 노선(안) 선정 촉구
- 2019년 2월 14일 – 보도자료 배포 / 춘천시 제2경춘 국도 일방적 추진 강력 비판 등

#### 지방도 위험도로 선형개선 집중
- 야밀고개 위험도로(터널) 선형개선공사(도비) : 2019년 100억 원 / 2020년 48억 원 / 2021년 58억 원 / 2022년
- 지방도 387호선 상면 태봉리 포사고개(도비) / 5억 9천만 원
- 지방도 391호선(특별교부금) 북면 소법리, 경기도청을 통해 정부의 특교 사업을 신청토록 요청 사업. / 15억 원

#### 부족한 도시계획도로 도비(특조) 확보 지원
- 청평 소로 1-1호선(세양A~토골마을) 개설(2018년/특조) 10억 원
- 현리 소로 2-37호선(조종고~영남빌라) 개설 (2018년/특조) 5억 원 / (2019년도) 5억원
- 현리  소로 2-56호선(조종초등학교 옆)(2018년/특조) 개설 5억 원
- 가평 소로 3-41호선(가평고~황태천국) 개설(2018년/특조) 3억 5천만 원
- 설악 중로 3-9호 신천2리 마을회관~고기본부 개설(2020년/특조) 8억 6천 만 원

#### 주한미군 공여구역 주변지역 사업비 확보 일조: 100억 원
- 가평읍 대로 3-2호선(국도75호선~달전1리 마을회관) 개설, (2020년/국비), 62억원
- 가평읍 중로 3-30호선 (가평역삼거리~유성아파트) 개설, (2020년/국비), 47억원

#### 주민 보행 안전을 위한 인도설치: 21억 원
- 신상리-운악리 간 지방도 보도설치 공사(3.5Km) / 14억 원
- 위곡1리 보도 설치공사(0.45km) / 2억 원
- 현2리-신상리간 보도설치(0.78Km) / 5억 원

#### 국도 및 국지도 제5차 국도·국지도 건설 5개년 계획 반영 총력
일괄 예비타당성조사 용역 대상 사업에 포함된 국도75호선, 국도37호선, 국지도86호선 가평군 통과 구간 제5차 국도·국지도 건설 5개년계획 반영을 위해 경기도와 국회를 통해 사업 반영을 위해 노력
- 국도 75호선 청평면 고성리- 가평읍 달전리 구간(반영)
- 국37호선 양평 옥천 용천리-가평군 설악면 신천리 구간(반영)
- 국지도 86호선 양평 서종 수입리-가평군 설악면 회곡리 구간(반영)

### 2. 아이들을 위한 교육환경 개선

#### 우리 아이들, 미세먼지로부터 해방 위한 실내 체육관 신축: 60억 원
- 조종초 실내체육관(2018년/교특, 도비), 20억 원
- 마장초 실내체육관(2019년교특, 도비), 18억 원
- 대성초 실내체육관(2019년교특, 도비), 21억 원

#### 조종중고 수십년 민원, 군부대 소음 해소를 위한 방음벽 설치: 10억 원
- 조종중고등학교 군부대 소음 완화를 위한 방음벽 설치(2019년/특조) 10억 원

#### 부족한 교실 증축 앞장
- 부족한 교실을 증축을 위해 조종고와 설악중에 교육부의 특별교부금을 신청토록 하고 중앙정부 사업비를 확보토록 지원
- 2019년 조종중고 특별고 증축(2019/특교) 14억 원
- 2020년 설악중 특별교실 증축(2020/특교) 10억 6천만 원

#### 영유아 교육 인프라 구축 23억 4천만 원
- 한석봉 어린이집(영유아 복합시설) 신축(2018년/특조) 23억 4천만 원

#### 각 학교 교육환경 개선 사업 추진

##### 청평초: 11억 5천만 원
- 정밀점검 및 외벽보수/외부놀이 시설개선공사(2018)
- 건물 내외부 도장/방송장비 개선/간이 스프링클러 등 (2019)
- 전기용량증설/보차도 분리/당직실 환경개선(2020)

##### 청평중: 11억 2천만 원
- 외벽보수 및 교실LED 교체/다목적장 조성(2018)
- 건물 내부 도장/석면제거/소방시설보완/건물도장(2019)
- 교사동 LED보안등/보차도분리 / 체육관 방송시스템 시설(2020)

##### 청평고: 17억 원
- 누수시설 개선 및 화공관 동 냉난방개선(2018)
- 안전난간/운동장배수로/화공관 외부창호교체/급실실 개선 등(2019)
- 본관 테크교체 공사(2020)

##### 상면초: 4천 5백만 원
- 누수시설 개선 등 / 옥상방수 및 난간설치(2018)
- LED조명교체(2020)

##### 조종고: 13억5천만 원
- 누수시설, 노후전기시설, 창호교체/본관-체육관 연결통로공사(2018)
- 기숙사 환경개선/LED 보안등/옥상방수/기숙사 환경개선(2019)
- 화장실개선(2020)

##### 목동초
- 교사 탈의실 확충(2018년) / LED조명교체(2020) / 방화셔터 설치(2019)

##### 명지분교
- 교사 탈의실 확충/교실환경개선 공사(2018)

##### 설악중
- 교사 탈의실 확충/지하층 창호교체/담장 및 배수로 교체(2018)
- 교사동 화장실 개선/누수 개선/ 수영장 안전판 등(2019)
- 옥상 안전난간/교실 출입문 교체 등(2020)

##### 가평고
- 교사 탈의실 확충, 체육관 진입로 공사(2018) / 안전난간(2019)
- 교사동 LED보안등/구체육관 석면철거/구체육관 철거(2020)

##### 설악고
- 교사 탈의실 확충/책걸상 교체 등
- 건물도장 내외부/급식동석면교체/과학실 환경개선(2019)
- LED조명교체/급식동 석면교체/기숙사, 본관 옥상방수(2020)

##### 마장초
- 교실LED 교체/학교문서고 공사 등(2018)
- 건물도장/내진보강/교실바닥교체 외부환경 구성 조성사업 등(2019)
- 전기용량증설/중앙현관 및 복도 교육환경 개선 등(2020)

##### 조종초
- 간이스프링클러설비, 학생 사물함 및 교실용 책장교체 등(2019) / 화장실개선공사 등(2018) / 방송장비 설치 등/체육관 건립 부대 공사(2020)

##### 장락분교
- 교실LED 교체, 화장실 개선공사(2018) /건물도장(2019) / 본관동 석면교체(2020)

##### 위곡분교
- 건물도장/물받이 교체(2019)
- LED조명교체/본관동 석면교체(2020)

##### 상색초
- 도예교실 환경개선 등(2018)
- 건물도장/석면제거/악기장 및 학습교구장 등(2019)
- LED조명교체/전기용량증설/본관동 석면교체/복도환경개선 공사(2020)

##### 가평중
- 통학로 개선공사/노후 낸난방 시설교체(2018)
- 건물도장/LED 보안등/옥상 안전 난간/전주철거 공사 등(2019)
- 학생용 책걸상 구입 등(2020)

##### 상천초: 1억7천만원
- 화장실개선/울타리 펜스교체 등(2019)

##### 방일초
- 교사동 옥상방수/내진보강/LED조명교체/급식실 냉난방기외 6건(2019)
- 외벽개선/옥상방수 및 병설유치원 외부바닥 공사 등(2020)

##### 미원초
- 외부시설공사 등/포장 및 오수관로 교체(2018)
- 체육관 옥상방수/외벽보수과학실 환경개선 등(2019)
- LED조명교체/본관동 석면교체/복도 및 계단바닥 교체 등(2020)

##### 연하초
- 식당동 리모델링(2018) / 교사동 화장실 증축, 장애인 승강기 설치 등, 화장실 증축(2019)
- 복도 및 계단 바닥공사(2020)

##### 상면초
- 노후화장실 보수, 유치원 놀이터 매트 및 휀스 교환 등(2019) / 3~6학년 구조물 철거 등(2020)

##### 대성초
칠판수리(2018)
- 노후화장실 보수, 외벽보, ,수목가지치기 등(2019) / 전기용량증설, 교사동 내진보강, 외벽공사 통신설비 이설(2020)

##### 가평초
- 화장실 소방감지기, 양치대, 다목적 놀이장(2018) / 본광동 배수로 정비, LED조명교체, 후문담장개보수 등, 석면제거(2019) / 담장 안전난간 설치 등(2020)

##### 가평유
- 교문 및 휀스 개선공사(2018) / 간이스프링쿨러, 어린이 놀이시설 교체(2019) / 외벽개선, 직관형LED조명교체, 교사동 내진보강, 통학로 공사(2020)

##### 가평북중
- 소방공사(2018)
- 급식실 및 식당개선, 진입로 보도블록 교체(2019) / 누수시설개선(2020)

##### 율길초
- 옥상 난간공사(2018) / 체험학습장 안전진입로 확보 등(2019) / 운동장 스탠드 데크 및 캐노피 설치 등(2020)

##### 조종중
- 체육관 보수공사 및 재활용장 설치공사(2018) /보건실 리모델링 공사 등 (2019)

### 3. 농업 축산 산림 위한 사업비 확보 및 지원 체계 구축

##### 맟춤형 농정사업: 9억천 만 원
- 고품질 사과단지 육성(2020년/도비) 1억3천5백만원
- 고품질 포도단지 육성(2020년/도비) 2억1천5백만원
- DMZ 친환경 사과단지 조성(2019년/도비) 3천8백만 원, (2018년/도비) 1억 3천 6백만 원
- 친환경포도단지 육성(2019년/도비) 3천1백만 원, (2018년/도비) 8천 3백만 원
- 시설채소 현대화(2019년/도비) 1억원
- 아로니아단지 조성(2018년/도비) 7천 8백만원
- 막걸리축제(2018년, 2019년, 2020년/도비) 2억 4천만 원

#### 경기도 가축 행복농장 지원사업: 6억3천만원
- 사료자동급이기 바이오캡슐 TMR배합기보수 급수기, 트랙터(2019년/도비) 5천만 원
- 사료자동 급이식 1식(2019년/도비) 400만 원
- 송아지 운동장 개보수, 사료조 교체, 축사 칸막이, 방지턱 개보수(2019년/도비) 2천 800만 원
- 축사시설 개보수(2019년/도비) 4백30만 원
- 축사물받이교체, 축사 지붕재 교체(2019년/도비)1천만 원
- 굴삭기(2019년/도비) 6백60만 원
- 축사시설보수, 비상발전기, 굴삭기(2019년/도비) 2천300만 원
- 분만틀 교체 공사, 사료급이기, 축사지붕 개보수, 양면급이기, 고액분리기(2019년/도비), 1천500만 원
- 사료자동급이기, 퇴비사 CCTV시스템, 발정탐지기,축산용환풍기, 자동목걸이(2019년/도비)2천700만 원
- 자동목걸이(2020년/도비), 540만원
- 축사개보수(2020년/도비), 200만원
- 축사도어개보수, TMR배합기, 윈치커텐 및 울타리(2020년/도비), 1천 900만원
- 전기시설, 우레탄, 환기닥트, 사료자동급이, 급수기, CCTV(2020년/도비), 2천 200만원
- 축사개보수, 환기장치공사(2020년/도비), 1천 700만원
- 인큐베이터, 건조장 지붕교체, 분뇨펌프교체, 비육사바닥교체, 스키로더(2020년/도비), 3천400만원
- 트랙터(2020년/도비), 2천 300만원
- 우레탄, 냉난방기, 트랙터, 저온저장고, 체중측정기, 조경공사, 울타리공사(2020년/도비), 5천만원
- 축사개보수, 퇴비사, 급이.환기.제어기.급수기, 자동윈치시설(2020년/도비), 2천200만원
- 축사지붕개보수,자동급이기, 송아지포유기, 스키로더, 환풍기(2020년/도비), 4천200만원
- 퇴비사30평, 축사지붕개보수,트랙터및부대장비, 굴삭기 및 집게(2020년/도비), 5천만원
- 퇴비사, 스키로더, 굴삭기, 발정탐지기, 카우브러쉬(2020년/도비), 4천300만원
- 축사지붕개보수, 축산용환풍기, 굴삭기착유시설(2020년/도비),5천만원
- 전기시설보수, 스키로더, 열풍기, 자동급이기, 니플급수기(2020년/도비), 3천500만원

#### 임도 개설을 통해 둘레길 조성: 21억 4천만 원
- 가평군 상동리 산64 일원 외(2018년/국비, 도비) : 11억 원
- 가평군 상동리 산65번(2020년 국비, 도비) 6억 6천만 원
- 가평군 적목리, 행현리 간선임도 사업(2020년/국비) 4억 원

### 4. 지역 소상공인 활성화를 위한 지원사업
- 지역화폐 지원(2019년/도비) 4천300만 원, (2020년/도비) 2천만 원
- 골목상권 공동체 지원사업(2020년/도비) 10억 원
- 상생발전형 경기공유마켓 지원(2020년 도비) 1억 원
- 시군전통시장 활성화(2020년/도비) 2억원
- 전통시장 창업경제타운 조성(2018년 15억원)
- 전통시장 내 주민 창업공간 조성(2019년/균특) 2억원

### 5. 연인산 도립공원 관광 자원 인프라 구축
- 연인산도립공원 자생식물원 조성공사(2019년/ 국도비), 12억 원
- 연인산 도립공원 용추계곡 환경복원공사(2019년~2020년/도비) 2억 원
- 연인산 도립공원 물안골 환경복원 토지 매입비(2018년~2019년/도비) 100억 원

### 6. 경기도시설 관광 자원 확보를 통한 지역경제 활성화
- 잣향기푸른숲 무장애 나눔길(2019년/도비), 2억 9천만원
- 잣향기 푸른숲 유아숲 체험원 물치유장 개선사업(2019년/도비) 5억 원

### 7. 균특회계, 공모사업, 지원활동으로 생활체육 관광 인프라 구축
* (균형발전특별회계) 사업은 국비이나 경기도가 예산을 자율 편성 하고 중앙정부가 승인하는 사업이다. 

#### 체육시설 및 체육공원 박차
- 북면생활체육공원조성(2020년/균특) / 11억 원,

- 가평종합운동장 체육시설 개선 및 가평종합운동장 스텐드 설치 (2019년/균특) 22억5천만 원, (209년/특조) 20억 원
- 청평생활체육공원 조성(2019년 균특) / 9억7천500만 원

#### 체육관 설치를 위한 체육기금 사업비 확보를 위한 지원
- 소규모 실내 체육관 건립지원(기금/2019년) : 설악면(10억 원), 청평면(10억 원), 상면(10억 원), 북면(10억 원)
- 조종 반다비 체육관(기금/2019년, 2020년) / 20억 원
- 설악면 반다비 체육관(기금/2021년) / 10억 원

#### 생활체육 숙원사업 균특 회계 확보 지원: 83억 5천만원
- 가평테니스장 전천후 비가림 설치(균특/2020), 3억5천만 원

#### 경기도 공모사업을 지원하여 관광인프라 구축하는데 일조
- 자라섬수변생태 생태 관광밸트 조성(2019년/도비) 공모사업 80억 원

#### 경기 둘레길 조성으로 관광 자원 확보: 3억원
- 경기둘레길 가평구간(2020년/도비) 3억 원
- 경기 둘레길 : 논남유원지-보아귀골-용추계곡-가평역-상천역-청평역 입구-삼회1리 마을회관- 가평설악터미널

#### 경기도 사업비 확보로 지역 관광자원 확충: 9억원
- 상판리 마을 정원사업(2020년/도비) 6천만 원
- 가평 밀리터리 테마공원조성사업(2019년/균특) 11억원

### 8.  청정계곡 복원지역 생활SOC 공모사업 일조: 83억 원
이재명 지사의 계곡복원 사업으로 피해를 입은 지역 경제 활성화를 목적으로 공모사업을 시행하여 확보한 사업이다.

#### 가평천 생태하천 조성사업(2020년/도비), 50억 원
- 제령리 친수공간 조성 : 구 목동초교 주변 친수공간 조성 /생태관광 수변데크 5km, 수변 꽃밭길 조성(꽃넘이길) 제령리 항아리바위 제방개수공사 /경관 쉼터 5곳, 안내도 7개소
- 도대리 생태환경 조성 : 용소폭포 환경정비(접근데크) /명지산 주차장 설치 / 쉼터 및 전망대, 안내도 3곳
- 적목리 환경정비 사업 : 생태데크 0.8km(적목용소~무주채폭포) /주요계곡(적목용소, 무주채폭포, 조무락계곡) 친수공간 조성 가평천 발원지 환경정비(친환경 산책로, 쉼터, 안내도)

### 9. 상하수도를 통해 환경개선은 물론 주민 편의를 증대

#### 하수처리 시설 확충으로 지역발전 동력 확보
- 현리 공공 하수처리장 1차 증설사업(2019년, 2020년 /도비) / 8억 7천만 원
- 산유리 공공 하수처리장 2차 증설사업(2019년/도비) / 2억7천만 원
- 청평리 공공 하수처리장 2차 증설사업 (2019년/도비) / 10억 원
- 천안리 공공 하수처리장 1차 증설사업(2020년/도비) / 6억3천만원
- 봉수리 농어촌마을 하수도(2020년/도비) / 2억5천600만원
- 가평읍 이화리 갈치고개 일원 오수관로 설치공사(2019년/특조) 10억 원

#### 상수도 사업비 균특 회계를 확보토록 지원
- 상면 원흥리 급수관 확장공사(2018년/특조) 10억 원
- 가평군 노후 상수관망 정비사업(2019년/균특) 17억 원
- 가평군 노후 정수장 정비사업(2019년/균특) 8억원
- 설악면 농어촌생활용수 개발(2019년/균특) 22억원

### 10. 생활안전, 생활환경, 생활편의를 위해 노력

#### 주민의 안전재난을 위한 소방서 신설 및 사업비 확보: 20억
- 청평 119지역대 이전 시설비(2019년/균특) 14억 6천만 원 / 가평소방서 LED 설치사업(2019년/도비) 5천만원

- 가평소방서 누수공사 및 식당 개보수(2019년/도비)1억8천만원 / 수난구조대 외벽 및 옥상 방수공사(2020년/도비) 7천8백만원
- 조종119안전센터 리모델링(2020년/도비) 1억2천만원 / 민원인대기실 설치공사(2020년/도비)3천만원
- 노후 소방관서 식당 보수공사(2020년/도비) 4천2백만원 / 수난구조대 계류장 석축공사)2020년/도비) 7천1백만원

#### 주민의 안전을 담보하는 소방차량 확보
- 2019년 미니 펌프차량 1대, 탱크(2019년) 1대, 행정차(2019년) 등 1대
- 2020년(2020년) 52m 고가차량 1대, 36m 이하 굴절차량 1대, 중형 펌프차량 1대, 구급차량 1대, 행정차량 2대

#### CCTV 설치로 범죄 및 생활안전 구축
- 생활안전CCTV 구축공사(2019년/특조) 8억7천만원

#### 조종면 청소년 문화의집 신축 및 영화관 건립 예산 확보 지원: 총 40억 원
- 조종 청소년문화의 집 및 작은 영화관 건립(특조/2018년) 10억 원, (2019년/균특) 20억원, (2020년/특조) 10억원 등

#### 가평 문화원사 건립으로 문화공간 확충 지원
- 가평문화원 건립(2018년 특조) 20억 원, (2019년/균특) 8억9천만 원

#### 다문화 종합복지관 건립으로 세계속의 설악 이미지 구축 지원
- 설악면 다문화 종합복지관 건립(특조/2019년) 20억 원

#### 경기도 특조금 확보로 지역 현안 문제 해결
- 소하천 불법시설 정비사업(2019년/특조) 1억 원
- 소규모 쉼터 조성사업(2020년/특조) 1억 원
- 읍내8리 사방사업, 산사태 낙선 발생지 복구 및 피해예방을 위한 사면 안정화 공사(2018년/특조) 10억 원

#### 75국도의 차량 증가로 인한 노인보호 구간 지정 일조
*노인보호구간 지정은 가평군수 권한이며  국비 확보는 경기도를 통해 이뤄진다.
- 노인보호구간 고성리 노인회관(2019년/국비), 3천만 원 / 이화리 노인회관(2019년/국비) 4천4백만 원
- 산유리노인회관(2019년/국비) 6천만 원

## 의정활동

### 1. 조례제정을 통해 도민의 권익향상: 제정조례안 17건

#### 경기도 경로당 운영 및 활성화 사업 지원에 관한 조례 일부개정조례안
- 경로당을 이용하는 노인들의 보다 안전한 시설 이용을 위해 경로당 내부 및 주변 환경 개선 사업을 추진할 수 있도록 근거를 마련하여 노인복지 증진에 기여하려는 것임.

#### 경기도 산림 기본 조례안
- 경기도 산림정책의 기본이념 및 기본원칙, 산림기본계획에 필요한 사항 등을 규정하여 체계적이고 효율적인 산림 관련 정책 추진에 기여하고자 함.
- 산림에 대한 다양한 도민의 수요에 부응하고 산림의 보전과 이용이 조화를 이루도록 지속가능한 산림경영을 도모하고, 산림기능 증진 및 임업의 육성 등에 필요한 사항을 규정해 도민의 삶의 질 향상 및 지역경제 활성화에 기여하고자 함.

#### 경기도 임업 및 산촌 진흥 지원에 관한 조례안
임업의 구조를 개선하여 임업인의 권익을 증진하고 임업의 경쟁력 강화를 위해 지원에 필요한 사항을 규정함.
낙후된 산촌을 진흥하기 위해 필요한 사항을 규정하여 주민 삶의 질을 높이고, 도내 균형발전에 기여하고자 함. 

#### 경기도 중소기업협동조합 육성을 위한 조례안
- 중소기업협동조합은 중소기업인·소상공인들이 조직화를 통해 경제적, 사회적 지위를 향상시키고, 해당 산업의 경쟁력 강화와 국민경제 발전을 위해 「중소기업협동조합법」에 따라 설립된 비영리 법인에 해당함.
- 「중소기업협동조합법」 제9조에서 지방자치단체가 중소기업협동조합의 육성을 위해 협동조합이 시행하는 사업에 대해 적극 협력하도록 규정하고 있음.

- 지방자치단체가 개별 중소기업과 소상공인을 직접 지원하는 방식보다 협동조합이라는 플랫폼을 활용해 지원하는 것이 효율적이므로 「중소기업협동조합법」에 따라 도내 중소기업협동조합에 필요한 사항을 규정함으로써 중소기업 육성과 지역경제 발전에 이바지하려는 것임.

#### 경기도 사무위탁 조례 일부개정조례안
- 가. 도지사의 소관사무 중 민간 위탁할 수 있는 사무 및 의회의 동의를 받지 아니해도 되는 사무를 명확히 재정비하여 행정의 혼란을 방지하고 그 동안 무분별하게 의회의 동의 없이 민간위탁 하였던 관행을 개선하고자 함.
- 나. 민간위탁 시 경기도의회의 동의를 받은 이후 예산을 편성할 수 있도록 함으로써 행정의 절차를 명확히 함.
- 다. 수탁기관 선정과정의 투명성과 공정성을 제고하기 위하여 수탁기관 선정 시 선정기준과 배점을 공개 하도록 하고, 선정 결과에 대해 이해관계자의 이의신청 절차를 마련하고자 함.

#### 경기도 도민 소통 활성화에 관한 조례안
소셜 미디어 등 온라인 채널 다변화 및 사용자 증가로 도민과의 온·오프라인 소통이 점점 다양화 되고 있음.
- 이에 도정 등에 대한 도민의 이해와 참여를 높이고 상호 소통할 수 있는 기반을 마련하여 경기도의 긍정적 발전을 이끌고자 하는 것임.

경기도 주민참여 기본 조례안 
- 경기도민의 도정에 대한 참여를 활성화하고 경기도 행정의 민주성과 투명성을 증대하기 위한 주민참여의 기본적 사항을 정함으로써,
- 경기도와 주민이 협력하여 민주적 협치를 실현하고 주민들의 자치역량을 강화하며, 지역사회의 발전을 도모하고자 함.

#### 경기도 도유림 경영 및 관리에 관한 조례안
- 기후변화에 대한 환경적 대응과 지속가능한 성장의 대안으로서 숲과 산림의 중요성은 날로 커져가고 있음
- 국유림은 「국유림의 경영 및 관리에 관한 법률」을 통해 중장기적 국유림 종합계획과 실태조사 등이 체계적으로 이루어지고 있으나 도유림의 경우 이러한 법적 근거가 없는 상황임
- 도유림에 대해서도 조례 제정을 통해 중장기적 비전을 마련하고 귀중한 환경적 자산인 도유림이 관리될 수 있도록 하려는 것임

#### 경기도교육청 교육균형발전 지원 조례안
- 경기도 내 교육환경이 상대적으로 열악한 지역의 교육환경 및 교육의 질 개선에 필요한 사항을 규정하여 지역 간 교육격차를 해소하여 교육균형발전을 도모하고자하는 것임.

#### 경기도 장애인친화도시 조성 지원에 관한 조례안
- 장애인이 편리하고 안전한 삶을 영위할 수 있도록 장애인친화도시를 조성하고 그에 필요한 지원 사항을 규정하여 장애인의 삶의 질 향상과 지역사회 발전을 도모하고자 하는 것임. 경기도 농어촌민박사업 지원 조례안

- 농어민이 자신이 사는 주택에서 민박사업을 할 수 있도록 허용한 농어촌민박 제도의 활성화 방안을 마련함으로써 경기도 농어촌 관광 활성화와 농어촌 소득증대에 이바지하고자 함

#### 경기도 농어촌 학생 통학 교통비 지원 조례안
- 도시와 농어촌 간 교육 격차가 점점 커지고 있는 가운데 농어촌의 경우 도시에 비해 소득기반이 열악해 상대적으로 더 큰 교육비 부담을 느끼고 있음
- 또한 열악한 도로환경 등으로 농어촌지역 중․고등학생의 통학에는 교통비가 더 많이 들어 교육비 부담이 가중되고 있음
- 도 차원에서 농어촌학교 학생에 대한 교통비 지원 정책을 시행함으로써 농어촌학교 학생의 교육기회를 적극 보장하고 농어촌 가계의 경제적 부담 완화에 기여하고자 함

#### 경기도 주민참여 예산 운영 조례 일부개정조례안
- 재정운영의 투명성․공정성․효율성 강화와 재정민주주의 달성을 위해 도입된 주민참여예산 제도를 보다 내실화․활성화할 수 있는 방안을 마련하고자 함.
- 또한 도가 시․군의 주민참여예산에 관한 의견수렴 및 교류 기능을 담당토록 함으로써 광역 차원의 주민참여예산 생태계 조성에 기여하고자 함.

#### 경기도 지역균형발전 지원 조례 일부개정조례안
- 경기도 남북 간 또는 동서 간 지역발전 정도의 차이를 극복하고 모두가 함께 잘사는 경기도를 만들어가기 위해 지역균형발전사업을 안정적․지속적으로 운영해 나갈 필요가 있음.

- 이를 위해 경기도지역균형발전특별회계의 일반회계 전입금 비율을 상향시켜 충분한 세입을 확보하고자 함.

### 2. 활발한 도정질문
도정질문은 도지사에게 경기도 현안문제와 더불어 가평군 지역구 문제에 대해 일대일 질문을 통해 문제를 해결하는 것이다. 도정질문은 주로 경기도의 균형발전과 지역구인 가평군의 현안문제에 대한 질문을 통해 긍정적 답변을 얻어내었다.

#### 1) 제330회 제2차 ㅣ 발언일: 2018-08-29
- 경기도내 공정한 발전전략 수립 요구 / 연인산 도립공원 문제 해결 촉구 / 지역개발 기금의 활용방안 모색

2) 제334회 제2차 ㅣ 발언일 : 2018-03-27 ]
- 지역 균형발전의 현실적 대안 마련 촉구 / 연인산 도립공원 주민 이주대책 및 공무원 휴양소 건립 / LPG 보급망 사업 관련(사회적경제방식 활용) / 경로당 주변 주로 노인보호구간 설치 요구 / 고령친화비즈니스 도시 사업 추진 요청

#### 3) 김경호 도의원 도정질문: 제338회 제2차 ㅣ 발언일: 2018-08-27]
- 경기북부10 시군 전략사업 선정의 적정성 문제 / 가평지역의 집중된 규제와 발전문제 해결 필요성 / 경기도가 추진한 일자리 사업의 문제점 / 군 개편 경기도 군부대 배치와 관련하여 경기도의 역할 / 획일화된 도시기본계획 수립의 문제점

#### 4) 김경호 도의원 도정질문: 제330회 제2차 ㅣ 발언일: 2020-06-22]
- 학교급식을 대신한 가정 식재료 사업 자율선택으로 인한 농가 피해 대책은 / 도유림과 군부대 공유재산 교환 추진 요구 / 남이선-자라섬 관광특구 지정의 문제점 지적 / 국토 보유세에 대한 이재명 지사의 입장은

### 3. 5분 발언을 지역 현안 문제 해결
- 2019년 7월 16일 : 개인하수처리 시설의 문제점 및 하수처리 구역 상류지역으로 확대
- 2019년 10월 15일 : 팔당유역 규제 개선 및 팔당유역 문제 해결 촉구
- 2020영 2월 26일 : 제2경춘국도의 합리적 개선 방안 제시를 통한 경기도 역할 촉구
- 2020년 11월 3일 : 제2경춘국도의 경기도안 주장 및 산지 개발 경기도 지침의 문제점 지적

### 4. 촉구 건의 안을 통해 정부 설득

#### 「유역물관리위원회」에 경기도 민간위원 참여·확대 건의안
- 물 관리에 관한 중요사항을 심의・의결하기 위해 구성된 「유역물관리위원회」가 규제면적과 이용인구를 고려하지 않고 지역균등으로 구성되어 있을 뿐만 아니라, 한강유역의 가장 중요한 물 현안인 팔당 상수원관리의 당사자인 경기도 지역주민은 제외되어 있어 한강유역 상․하류의 상생발전을 위해서는 경기도 지역주민이 위원회에 반드시 포함․확대되어야 함

#### 팔당유역 규제 합리화 및 주민 피해 보상 촉구 건의안
- 98년부터 추진된 ‘팔당호 등 한강수계 상수원 수질관리 특별대책’으로 한강은 현재 BOD 1.3ppm 수준을 유지하고 있으나, 팔당유역 주민들은 여러 법률에 산재한 이중삼중의 지나친 규제로 심각한 재산상 손실과 지역 발전 정체를 감당해 오고 있음.
- 이에 1,300만 경기도민을 대표하는 우리 경기도의회 의원 일동은 팔당유역 주민들의 일방적 희생을 묵과할 수 없으며, 아래와 같이 정부와 국회에 팔당유역 관련 법규의 합리적 개정과 주민들의 특별한 희생에 대한 특별한 보상을 적극 지원할 것을 강력히 촉구 건의하고자 함.

### 5. 친일잔재청산특별위원회 구성 및 운영
일본제국주의의 식민통치로 남아있는 일제잔재를 밝히고 알려, 이에 대한 올바른 인식 정립과 함께 민주주의와 평화의 가치를 실현하고자 함
- 활동기간 : 2019.11.5. ~ 2020.11.4.
- 제1차 친일잔재청산특별위원회 회의 : 위원장으로 선출
- ‘대일항쟁기 강제동원 피해여성근로자’ 대법원 배상 판결 1주년 기념 성명서 발표
- 제2차 친일잔재청산특별위원회 회의 : 道(도시주택실, 자치행정국, 문화체육관광국), 道교육청(교육정책국) 업무보고
- 일본 메이지 산업혁명 세계유산 등재 후속조치 불이행 규탄 성명서 발표
- 순화대상 ‘일본어 투 용어’ 바로쓰기 독려

□ 가건물 → 임시건물
□ 간담회 → 정담회, 대화모임
□ 검침원 → 조사원
□ 시말서 → 경위서
- ‘경기도 친일문화잔재 조사연구 용역’ 결과 발표(민족문제연구소),
- (가칭)「친일찬양금지법」 제정 및 「국립묘지법」, 「상훈법」 개정촉구 건의안 채택
- 광복회 선정, ‘역사정의실천 정치인’ 기념패 전달식
- 도(문화종무과) 및 도교육청(민주시민교육과) 2020년 일제잔재청산사업 추진경과 및 2021년 사업계획 논의, 토론

### 6. 연구활동을 통한 지역의 미래 비전 제시

#### 가평군과 협의, ‘가평군 산악 수상 관광 활성화 방안’ 연구
- 가평역-북한강-청평역을 오가는 수륙양용 버스 : B/C 1.34 ⇒ 긍정적
- 호명호수 – 고성리 케이블카 : 1.04 ⇒ 긍정적
- 호명산-청평역 모노레일 : 1.114 ⇒ 긍정적
- 호명산-호명호수 3.4Km 구간 스카이워크 제안
- 가평군수배 모터크로스배 대회개최 제안
- 호명산 패러글라이딩 활공장 운영 제안

#### 의정연구활동, 회장역임
- 연구단체명 : 팔당포럼
- 성과 : 팔당유역 주민지원사업 활성화 방안 연구

#### 각종 토론회 개최 및 토론자로 참여
- 경기도민생정책 모색을 위한 토론회(2019. 6. 11)
- 가평군먹거리체계 발전방향 모색을 위한 정책 토론회(2019.4.23)
- 팔당유역 주민지원사업 활성화 방안 토론회(2019.1.14)
- 지역개발에 대한 인구영향평가 방안 모색(2019.1.26)
- 상하류가 행복한 강’토론회에(2020.11.11)
- 한강상하류 유역공동체 회복에 기여하는 한강유역 물관리 대안 모색(2019.9.1)
- 농촌기본소득 도입 방안 모색을 위한 주민 대 토론회(2020.12.16)

#### 수상실적
- 경기도의회 연구단체 실적 평가 2위(회장 역임시) ; 경기도의회
- 우수의정대상 수상(2018년) : 전국시․도의회의장협의회
- 올해의 의원상 수상(2020년) : 경기도의회 교섭단체 더불어민주당
- 역사정의실천 정치인 선정 : 광복회